# Kolarovo (distrikt i Bulgarien, Silistra)
Kolarovo (bulgariska: Коларово) är ett distrikt i Bulgarien.   Det ligger i kommunen Obsjtina Glavinitsa och regionen Silistra, i den nordöstra delen av landet, 300 km nordost om huvudstaden Sofia.
Trakten runt Kolarovo består till största delen av jordbruksmark. Runt Kolarovo är det ganska glesbefolkat, med 28 invånare per kvadratkilometer.